# Clàssica de Sant Sebastià 2015
La Clàssica de Sant Sebastià 2015 va ser la 35a edició de la Clàssica de Sant Sebastià i es va disputar el dissabte 1 d'agost de 2015 a Euskadi sobre un recorregut de 219 quilòmetres. La cursa començà i acabà a Sant Sebastià i era la dinovena prova de l'UCI World Tour 2015.
El vencedor final fou l'australià Adam Yates (Orica-GreenEDGE) que es presentà en solitari a l'arribada amb 15" sobre un grup en què hi havia bona part dels principals favorits a la victòria final. Philippe Gilbert (BMC Racing Team) i Alejandro Valverde (Movistar Team) completaren el podi. Amb la tercera posició Valverde reforça el liderat de l'UCI World Tour 2015.

## Equips
19 equips participen en aquesta edició de la Clàssica de Sant Sebastià, els 17 equips World Tour i dos equips continentals professionals: Caja Rural-Seguros RGA i Cofidis.
| Núm.  | Codi | Equip                 |
| ----- | ---- | --------------------- |
| 1-8   | MOV  | Movistar Team         |
| 11-18 | KAT  | Team Katusha          |
| 21-28 | SKY  | Team Sky              |
| 31-38 | EQS  | Etixx-Quick Step      |
| 41-48 | TCS  | Team Tinkoff-Saxo     |
| 51-58 | AST  | Astana Qazaqstan Team |
| 61-68 | BMC  | BMC Racing Team       |
| 71-78 | OGE  | Orica-GreenEDGE       |
| 81-88 | LAM  | Lampre-Merida         |
| 91-98 | ALM  | AG2R La Mondiale      |

| Núm.    | Codi | Equip                  |
| ------- | ---- | ---------------------- |
| 101-108 | FDJ  | FDJ                    |
| 111-118 | LTS  | Lotto Soudal           |
| 121-128 | TFR  | Trek Factory Racing    |
| 131-138 | TGA  | Team Giant-Alpecin     |
| 141-148 | TGC  | Cannondale-Garmin      |
| 151-158 | TLJ  | Team LottoNL-Jumbo     |
| 161-168 | IAM  | IAM Cycling            |
| 171-178 | CJR  | Caja Rural-Seguros RGA |
| 181-188 | COF  | Cofidis                |

## Classificació final
|    | Ciclista                 | Equip               | Temps      | UCI World Tour Punts |
| -- | ------------------------ | ------------------- | ---------- | -------------------- |
| 1  | Adam Yates (GBR)         | Orica-GreenEDGE     | 5h 30' 24" | 80                   |
| 2  | Philippe Gilbert (BEL)   | BMC Racing Team     | + 15"      | 60                   |
| 3  | Alejandro Valverde (ESP) | Movistar Team       | + 15"      | 50                   |
| 4  | Daniel Moreno (ESP)      | Team Katusha        | + 15"      | 40                   |
| 5  | Joaquim Rodríguez (CAT)  | Team Katusha        | + 15"      | 30                   |
| 6  | Bauke Mollema (NED)      | Trek Factory Racing | + 15"      | 22                   |
| 7  | Daniel Martin (IRL)      | Cannondale-Garmin   | + 15"      | 14                   |
| 8  | Julian Alaphilippe (FRA) | Etixx-Quick Step    | + 15"      | 10                   |
| 9  | Warren Barguil (FRA)     | Team Giant-Alpecin  | + 15"      | 6                    |
| 10 | Rigoberto Urán (COL)     | Etixx-Quick Step    | + 15"      | 2                    |